# 마이클 P. 큐브-맥도웰
마이클 P. 큐브-맥도웰(Michael P. Kube-McDowell, Michael McDowell, Michael P. McDowell, Michael Paul Kube-McDowell, 1954년 8월 29일 ~ )은 미국 공상 과학 소설 및 논픽션 작가이다.

## 배경
1954년 8월 29일(펜실베이니아주 필라델피아)에서 마이클 폴 맥도웰(Michael Paul McDowell)이라는 이름으로 태어났다. 세인트 조셉 고등학교(뉴저지주 캠든)(1972년 졸업)와 미시간 주립 대학교에 다녔다.

## 저술 경력
큐브-맥도웰은 텔레비전 방송 각본을 맡고 일간 신문에 글을 기고했으며 단편 소설, 평론, 다양한 논픽션 및 에로티카를 출판했다. 1985년 백악관 대통령 학자 위원회로부터 탁월한 교육 공로를 인정받아 영예를 얻었다. 큐브-맥도웰의 단편 소설은 아날로그, 아시모프스 사이언스 픽션 매거진, 판타지 & 사이언스 픽션뿐만 아니라 애프터 더 플레임스(After the Flames) 및 퍼셉추얼 라이트(Perpetual Light) 선집에도 소개되었다. 그의 이야기 중 세 편은 TV 시리즈 "Tales from the Darkside"의 에피소드로 각색되었다. 공상 과학 소설 외에도 큐브-맥도웰은 우주 경력부터 "창조과학", 미국 교육 현황에 대한 수상 경력이 있는 4부작 시리즈에 이르기까지 다양한 주제에 대한 500개 이상의 논픽션 기사를 집필했다. 큐브-맥도웰의 문학 작품은 미시간 주립 대학교의 미시간 라이터스 시리즈(Michigan Writers Series)에서 인정받고 강조되었다.